# Хори-буряты
Хо́ри-буря́ты (бур. Хори буряадууд) — одна из крупнейших этнических групп бурятского народа. В конце XIX в. (в 1897 г.) они составляли 31 % от общей численности бурят. Кроме того большая часть бурят Монголии является хори-бурятами. Общая оценочная численность восточных бурят составляет около 400 000 человек. Расселены в основном в восточной части этнической Бурятии. Говорят на хоринском наречии бурятского языка, который лёг в основу современного бурятского литературного языка.
Большинство исследователей этногенеза хори-бурят считают, что они произошли от средневековых хори-туматов. После создания Монгольской империи упоминание о хори-туматах прекращается вплоть до появления русских в Прибайкалье в XVII веке. В начале XVIII века впервые упоминаются одиннадцать родов хоринцев: бур. галзууд, хуасай, хүбдүүд, гушад, шарайд, харгана, худай, бодонгууд, хальбан, сагаангууд и батанай. Каждый из этих родов примерно в то же время получил знамёна от царского правительства.
Включают в свой состав агинских бурят, сохранивших общие особенности языка и культуры, но выделившихся административно от остальных хори-бурят путём создания собственной степной думы в начале XIX века.

## Этноним
Этноним хори значимо появляется в Сокровенном Сказании в имени Хоридой мэргэн (Меткий стрелок, обладающий хоринцами; в бурятских летописях также Хоридой). В родословной Чингисхана прослеживается линия, связанная с этнонимом хори: Алан-гоа (супруга Добун-Мэргэна) происходила из народа хори-туматов.
Роды со схожими названиями одиннадцати родов хори-бурят встречаются среди баргутов, селенгинских бурят, баргузинских бурят, иркутских бурят и ойратов. Предполагается, что жители хоринских сёл (Хоринский наслег) в Якутии имеют единое происхождение с хори-бурятами.
Таким образом, данный этноним восходит к значительной древности до разделения монголов — сыновей Алан-гоа — на 5 племён и предполагает как близкое родство с монголами, так и значительный тюркский элемент (в имени Хорилардай используется тюркский суффикс множественного числа -лар).
При очевидной ранней фиксации этнонима, в контексте монгольского и бурятского языка он предположительно может опознаваться как указание численности входивших в него некогда родов или других единиц: корень хори на монгольском языке значит двадцать.

## Этническая история согласно легендам и бурятским летописям
Согласно бурятской легенде, Хоридой, предок хоринцев, однажды бродил по острову Ольхон и увидел трёх лебедей, спустившихся на берег озера и превратившихся в трёх девиц. Хоридой похитил одежду одной из них, она, не сумев улететь вместе с подругами, осталась на земле, вышла замуж за Хоридоя и родила ему одиннадцать сыновей, от которых пошли одиннадцать хоринских родов. Когда оба они состарились, жена попросила у Хоридоя для примерки свою одежду, надела её, превратилась в лебедя и улетела через дымовое отверстие юрты. Обычай хоринцев брызгать вверх чай или молоко, когда пролетают лебеди, восходит к этому мифу.
Вандан Юмсунов в «Истории происхождения одиннадцати бурятских родов» возводит происхождение хоринцев к Баргу-батору, который, согласно его версии, является бежавшим из Тибета министром при Бортэ-Чино. По его версии, Бортэ-Чино был сыном тибетского царя, бежавшим из страны и поселившимся у озера Байкал. Согласно Юмсунову, Бортэ-Чино был на Байкале возведён в ханы местным племенем Бэдэ (для сравнения по-бурятски Бидэ это «Мы», а Гунны «Хүүнүүд» - «Люди») в 304 году, и одновременно Баргу-батор стал его сановником.
Баргу-батор обзавёлся семьёй, и младший из его трёх сыновей Хоридой-мэргэн женился на трёх женщинах, принесших потомство. Его первая жена Баргуджин-гоа из племени бэдэ родила дочь Алан-гоа. Имена сыновей от второй и третьей жены — это эпонимы, известные как названия одиннадцати хоринских родов: вторая жена по имени Шаралдай родила пять сыновей: Галзут, Хуацай, Хубдут, Гучит и Шарайт; третья жена Нагатай родила шестерых сыновей: Харгана, Бодонгут, Худай, Батанай, Саган и Хальбин (этот же состав семьи Хоридая повторяет Тугулдэр Тобын в летописи «Прошлая история хоринских и агинских бурят»).
Во времена правление Лигдэн-хана часть происходивших от сыновей Хоридай-мэргэна родов под началом Дай-хун-тайджи, сына солонгутского Бубэй-бэйлэ, и его супруги Бальжин-хатун, дочери Лигдэн-хана, около 1613 года бежала на родину своего первопредка, в Забайкалье и расселилась сначала по Аргуни и Онону, а затем, в результате стычек с  хамниганами (эвенками), по Уде, Хилку, Курбе, Чикою и озёрам Еравна, Хорго, Сакса (Шакша) и Архирей (Арахлей), тогда как часть родов осталась на Ононе. Вслед за этим последовали сражения с хамниганами и с прибывшими из Монголии сородичами баргутами, желавшими вернуть ушедших, и монголами. Победа над ними сплотила хоринцев, а лебеди (считается предками Хоринцев по материнской линии), сопутствовали их победе над вторжением из Внутренней Монголии.
В начале XIX века, согласно Тугулдэру Тобоеву и Вандану Юмсунову, из состава хоринцев выделились 8 родов агинских бурят: харгана, хуацай, галзут, саган, шарайт, хубдут, бодонгут и хальбан, кочующие по рекам Ингода и Чита в Нерчинском округе, а также по рекам Ага и Онон и их притокам на недемаркированных землях.

## Генетика
Генетические исследования показывают, что хори-буряты в большинстве своём относятся к гаплогруппе N1c1. 

## Хухуры хори-бурятских родов
Хори-буряты прежде подразделялись на две группы родов — Шаралдаевская пятерка (Шаралдайн табан) и Нагатаевская восьмерка (Нагатайн найман). Шаралдаевскую пятерку составляли роды галзут, шарайт, хубдут, гушит, хуасай. Из Нагатаевской восьмерки ныне доподлинно известно только шесть родов: харгана, батанай, бодонгут, худай, саган и хальбин.
В старых записях генеалогий хори-бурят, в их летописях и в фольклоре говорится о том, что изначально у них было 13 родов, но 2 из них «потерялись» во время масштабных миграций хоринского народа. Летопись Ш.-Н. Хобитуева указывает имена этих двух родов — qayitul и cingnüt. Д. В. Цыбикдоржиев отождествляет их с западно-бурятскими родами хайтал и сэгэнут.
Роды хори-бурят подразделяются на хухуры (ветви):
- батанай: догшид (докшит, тугшэд, тугчид), шалдан (салдан), бухай (бохой, боохой, бохон), хэдэгэнэ, малан (малаахан, малгаахан), заямха (захимха), шубгэ;
- бодонгууд: оргодой (оргоодой, оргойтой), залаир, будан (бодон), hуури (байра), hарьмайта (hарьмайтай), тэсхэй, зартаган (зэртэхэн), сонхон, ормол, хелго[11];
- галзууд: жэнхэн (жэнхэни, жинхэн, жинхан), дэлдэгэр (дэлдгэр, дэлдэгыр, дэлдэгор[11]), доргошо (доргоши), сарбада (hарбада, hарбадо[11]), даганхан (дагаанхан, даахай, дагаахай), хабагай, эршим (эршэм), онхот (онхон), хайтал, шоно, ользон (олзон), нохой ураг (нохой-уруг), хатагин, харчин, хорчин, шара-нохой, алилхай (алаахай), монгол, сагаатан (сагаатанда), ногоогод (ногоод, ногоон), саадагта (һаадагта);
- гушад (гучид): хара гушад (бухэ-хара, хара баатар), шара гушад (шара-мэргэн, мэргэн шара);
- сагаангууд: убэгтэй, убэгэ (убээгэй, убгэй, убэгуй, убгэн), баянгу (баянгуй), хэнзэгэй (хэнзэгэ), улинхай (уляанхай), хушууша (хугшууша), бутэй (бүдэй), шоно;
- хальбан (хальбин): гутар (гутаар, гуутар), хуригай (хурьгай, хоригой), мэнгэй (мэнгээ), жирохон (жороохон), тэсхэй, баригай, мусхэн (мусэн), зургууд (зургад, зурагаад);
- харгана: хоохэй, моотгон (моотган, моотогон, моодхон, моотхон, мотогон[11]), баатаржан (батаржан, баторжан, баатаржаан), абга (абхан, абахан, авган[11]), байтай (байталай), хухэнэт (хухэнууд, хүхэ), онхот, тангут (тангууд, тангад), баряхан (баряахай, барюухай), хоодой (хуудай), шуудай (шудай, шигудай, сигуудай, сагуудай), хушуун, хоран, батанай (батнай), хурса хутагата, мохо хутагата[11];
- хуасай: баршюха (баршюуха, баршууха, баршиуха, боршихо, боршиихо, бориишха, барюушха), бэгтэр (бэктыр, бэдэтур, бухтэр, богдор, богтор), боохой (бохой), сагаан-малгай (сагаан малгата)[11], тогтор (тогдор), онгор (обогор, онгоодор), баабагар (бабгар, бабагар), харилхан (хурилхан, хуригахан), табахал (таабахал), баяахан, ухээлэй;
- хубдууд: лэглут (лыглут, лэглууд, лиглид), улаалзай (улалзай, урялзэ[11]), байтай (бойтой), нохой (нохой-уруг), цагалзай (сагаалзай, сагалжа, сагаалжа), тэмурчин (тумэршэ, тумэршэн), борюха (борюуха, барюуха, бурюуха, боригоохо), бадлай, ургаша;
- худай: залгюр (залхи, зальтир), кудуй (худуй, хуудэй, хуугэдэй), михан, алагуй, хара-тулуй (хара тоолэй), хонтон (хунда, хундуу), бэцыхэй (бэцээхэй), зэмхэт (жэмгэд), бушхэй, шилхар (шалхар), римгид;
- шарайд: ахайд (ахайдай, ахайтай), долоод (долот, долоогаад, долоон), хагшууд (хагшуул, хакшют, хогшууд, хошууд, гэгжид, гэгшэд), ходонца (худанса, хурса хутагата худамса)[11], тоботой (тободой, дободой, доботой, табатай), дэлдэй (далтай, дэлдээ), сунит (сүнид, сүмид), субада, танга, халбанаг, пуусагад, балтягий[12][13][14][15][16][17][18][19][20].

Помимо этого выделялись следующие административные роды: баруун-хуасай, зүүн-хуасай; баруун-харгана, зүүн-харгана; баруун-хубдууд, зүүн-хубдууд.
В составе рода галзуд, проживающего среди булагатов и эхиритов выделяют следующие ветви: тодок, маншуна (маншууна), ходо (хоодо), ухин, яньхин (енхэн), нохой-галзуд, нэхэли-галзуд, дархан-галзуд, зэнхэн-галзуд, ухантай-галзуд. В составе хамниганского рода мунгал, проживающего среди баргузинских эхиритов, значится ветвь галзутского происхождения гальдзогир. Род галжан иргид в составе иркитов Монголии, согласно Б. З. Нанзатову, имеет галзутское происхождение.
А. Очир высказал предположение о родстве элджигинского рода халбуу с родом халбин у хори-бурят. Согласно Г. О. Авляеву, роды му-хорин, гучад, шарайд в составе калмыков-торгутов имеют хори-бурятское происхождение. Также он высказал предположение о родственности кебютов в составе калмыков-дербетов с хори-бурятским родом хубдут. Ряд исследователей в роде хуасай (ухасай) видит прямых потомков меркитского рода хоас (увас). С хори-бурятами отождествляется род хор в составе югуров, а также хоролоры в составе якутов. В состав якутов входят батулинцы, отождествляемые с хори-бурятским родом батанай.